# خوله حمدی
خوله حمدی خانم نویسنده عربی زبان تونسی متولد ۲۱ تیر ۱۳۶۳ (۱۲ ژوئیهٔ ۱۹۸۴) در تونس است. او استاد دانشگاه ملک سعود در ریاض است و در آن دانشگاه فناوری اطلاعات تدریس می‌کند و هم‌اکنون ساکن ریاض است. او تا کنون چند رمان پرفروش را در کارنامه ادبی خود داشته‌است.

## تحصیلات
او مدرک مهندسی صنایع و کارشناسی ارشد مدیریت خود را از دانشکده مدیریت شهر سن-اتین فرانسه در سال ۲۰۰۸ کسب کرد. همچنین وی در سال ۲۰۱۱ موفق به اخذ درجه دکترا در رشته ریاضیات کاربردی گرایش تحقیق در عملیات از دانشگاه صنعتی ترویس فرانسه شد.

## ورود به عرصه نویسندگی
خوله حمدی اولین بار با کتاب «احلام الشباب» وارد دنیای نویسندگی شد. این کتاب که منعکس کننده خاطرات یک دختر مسلمان است در سال ۲۰۰۶ در ۳۲۰ صفحه به زبان عربی منتشر شد.
پس از آن دومین کتاب او در سال ۲۰۱۲ تحت عنوان «فی قلبی أنثی عبریة» به زبان عربی منتشر شد. این کتاب او که الهام گرفته از یک داستان واقعی است، داستان یک دختر یهودی تونسی را روایت می‌کند که پس از تأثیر گرفتن از شخصیت یک دختر یتیم مسلمان و علاقه‌مند شدن به یک جوان لبنانی که یکی از نیروهای مقاومت لبنان است، اسلام می‌آورد. این کتاب جز پرفروش‌ترین رمان‌ها شناخته شده و تا کنون بیش از ۴۷ بار تجدید چاپ شده‌است. این کتاب با نام آن دختر یهودی در سال ۱۳۹۷ در ایران به چاپ رسیده‌است.
پس از آن کتاب «غربة الیاسمین» در سال ۲۰۱۵ از این نویسنده انتشار یافت. این کتاب بیشتر در مورد مشکلات پناهندگان عرب در کشور فرانسه است.
«أن تبقی» کتاب بعدی خوله حمدی بود که در سال ۲۰۱۶ منتشر شد. این رمان بر مشکلات پناهندگان عرب در اروپا و هویت دوگانه آنها تمرکز دارد.
کتاب بعدی او «أین المفر» بود که در سال ۲۰۱۸ به چاپ رسید. این کتاب انقلابهای اتفاق افتاده در جهان عرب به ویژه کشور تونس را در غالب یک داستان موشکافی می‌کند.
خوله حمدی تاکنون چهار کتاب داستان پرفروش در کارنامه ادبی خود داشته‌است.

### احلام الشباب[۴][۵][۶]
این کتاب به زبان عربی و به شکل رمان منتشر شده‌است. این کتاب در مورد آمال و آرزوهای جوانان بوده و خاطرات یک دختر مسلمان را به تصویر می‌کشد.
قسمتی از این رمان: نام من مرام است، در بیستمین سال زندگی‌ام هستم، دانشجوی دانشکده پزشکی… من دو سال است که وارد دنیای کالج شدم، خیلی چیزها در زندگی من تغییر کرده، شما بزرگ شده‌اید؟ شاید! اما من مطمئن هستم که بلوغ فکری با سن رابطه خیلی نزدیکی ندارد… شاید تحولاتی در زندگی من به وجود آمده‌است که باعث می‌شود تفاوت را احساس کنم. بله، محیط تغییر کرده، دوستان و آشنایان تغییر کرده‌اند، بعضی از دوستانم را گم کرده‌ام و دوست‌های جدیدی نیز پیدا کرده‌ام… زندگی متوقف نمی‌شود و ادامه می‌یابد… اما همه اینها دلیل این نیستند که من خاطرات خود را می‌نویسم! هر جزئی از زندگی مهم است و برای من ارزش ویژه‌ای دارد، زیرا می‌بینم که هر فردی ذاتاً متمایز است، زیرا خداوند متعال او را متفاوت از سایر انسانها خلق کرده‌است، بنابراین هر فردی استثنایی است و فقط یک بار می‌تواند وجود داشته باشد و این تجربه منحصر به فرد است… به نظر می‌رسد که وارد حرفهای فلسفی شدیم و از موضوع دور شدیم. برگردیم سر موضوع… هوم، چه چیزی باعث شد که خاطراتم را بنویسم؟ بله…
این کتاب در سال ۲۰۰۶ به زبان عربی در۳۲۰ صفحه به چاپ رسیده‌است.

### فی قلبی أنثی عبریة[۷][۸][۹][۱۰]
این کتاب هم به زبان عربی و هم به زبان فارسی به شکل رمان منتشر شده‌است. این کتاب بیان کننده بسیاری از مسائل معاصر دنیای عرب مانند سوء تفاهم در مورد اسلام و حجاب است.
داستان حول محور «ریما» دختر مسلمان اهل تونس می‌گردد، که پدر و مادرش را از دست می‌دهد. آخرین سخنان مادرش خطاب به همسایه یهودی‌شان «یعقوب» مبنی بر این است که ریما را به عنوان یک مسلمان بزرگ کند. یعقوب سرپرستی ریما را قبول می‌کند و ریما که یک دختر نوجوان است رشد کرده و در دوران جوانی شروع به پوشیدن حجاب می‌کند. همسر یعقوب «تانیا» که نمی‌تواند با حجاب ریما کنار بیاید و می‌بیند که فرزندان یهودی‌اش هم به خاطر ریما به حجاب علاقه پیدا کرده‌اند، او را تهدیدی برای فرزندان خود می‌پندارد و از یعقوب می‌خواهد که بین ریما و خانواده خودش یکی را انتخاب کند. در نتیجه ریما را به منزل خواهرش «راشل» در لبنان می‌فرستد. در آنجا شوهر «راشل» با او بدرفتاری می‌کند و او مجبور به جابجایی می‌شود. پس از آن با ندی آشنا می‌شود و یکی از عوامل اسلام آوردن او می‌شود…. داستانی در مورد بشریت، مذاهب و عشق.
این کتاب در سال ۲۰۱۲ توسط ناشر «کیان للنشر والتوزیع» به زبان عربی در ۳۸۸ صفحه به چاپ رسیده‌است. همچنین در سال ۱۳۹۷ توسط اسما خواجه‌زاده به فارسی ترجمه شده و تحت عنوان «آن دختر یهودی» توسط انتشارات کتابستان معرفت در ۳۸۲ صفحه به چاپ رسیده‌است.

### غربة الیاسمین[۱۱][۱۲][۱۳]
این کتاب به زبان عربی و به شکل رمان منتشر شده‌است. این رمان در مورد یک وضعیت بسیار حساس، یعنی زندگی پناهندگان عرب و مسلمان در فرانسه صحبت می‌کند. اینکه سازگار شدن با روش‌ها، سنت‌ها، اعتقادات و آیین‌های مختلف متعلق به جامعه فرانسه چقدر می‌تواند سخت و جانکاه باشد.
این کتاب از طرفی داستان یاسمین که دختری مسلمان است و از حجاب (روسری) استفاده می‌کند را تعریف می‌کند که به خاطر آن با مشکلاتی مواجه می‌شود. از طرفی داستان عمر اهل مراکش را نیز تعریف می‌کند. عمر که دانشمند جوانی است، در زمینه انرژی‌های پاک تحقیق می‌کند، اما همه چیز خوب پیش نمی‌رود و در آزمایشگاه او انفجاری رخ می‌دهد. پس از این اتفاق به او انگ تروریست بودن می‌زنند که او را با مشکلاتی مانند رفتن به زندان مواجه می‌کند. در این میان رنیم یک دختر روشنفکر مصری است که در صدد دفاع از عمر برمی‌آید تا به جامعه ثابت کند که او یک تروریست نیست.
این کتاب در سال ۲۰۱۵ توسط ناشر «کیان للنشر والتوزیع» به زبان عربی در ۴۰۷ صفحه به چاپ رسیده‌است.
قسمتی از متن کتاب: وقتی اولین بار در مورد سفر پیش رویش پرسید، مادرش فاطمه جواب او را به‌طور غیر مستقیم با این جملات داد. او در مورد گل یاسمین که نام او را از آن گرفته بودند به او گفت. گفت گل یاسمین همیشه به کم قانع است. این گیاه به مراقبت زیادی احتیاج ندارد. یک ذره کود در هر فصل بهار برای آن کافی است. کافی است که خاکش کمی مرطوب باشد، آن وقت به آبیاری هم نیازی ندارد.
همه انواع گل یاسمین ترجیح می‌دهند در مکانی آفتابی رشد کنند اما حضور سایه را نیز تحمل می‌کنند. خورشید تونس برای شکوفایی و تکمیل شخصیت این گل مناسب است اما این توانایی را دارد تا در برابر سایه و آب و هوای سرد اروپا مقاومت کند. مانند یاسمین سفید مدیترانه‌ای، که از نظر ظاهری بسیار لطیف است، اما شخصیت آن قوی و پایدار است. عطر و بوی قوی و بی‌نظیر یاسمین، احساس صمیمیتی را منتقل می‌کند که سایر گلهای رز از آن برخوردار نیستند.

او در مورد اهمیت عواطفی که این گل به همراه می‌آورد سؤالی نکرد. می‌دانست که دادن یک شاخه گل یاسمین به یک زن گاهی اوقات چنین معنی می‌دهد: "چرا هرگز دوستم نداشتی؟" همان‌طور که پدرش او را، یاسمین را، به مادرش داده بود. این آخرین هدیه پدرش به مادر او بود، چون بعد از طلاق در مورد حضانت یاسمین طفره رفته بود. بعد از آن، مادرش هرگز عشق کسی را نپذیرفت، چون خود را وقف عشق به یاسمین کرده بود.
او روز به روز فقدان مادرش را بیشتر حس می‌کرد. با گذشت زمان بیشتر مطمئن می‌شد که بدون او گم می‌شود. او می‌دانست که در غربت بودن یک تجربه آسان نیست. اما با این وجود موافقت کرده بود که به این سفر بیاید. مادرش به او آموخته بود که چگونه یک یاسمین واقعی باشد، اما شاید این حقیقت تلخ را نادیده گرفته‌است: گل یاسمین وقتی که خاک خود را ترک می‌کند به سرعت پژمرده می‌شود و به شکلی زیبا خشک شده، در خود می‌پیچد.

### أن تبقی[۱۴][۱۵][۱۶]
این کتاب به زبان عربی و به شکل رمان منتشر شده‌است. شخصیت این رمان نادر الشاوی، یک مهاجر غیرقانونی است که در سال ۲۰۰۴ توسط یکی از «قایق‌های مرگ» از الجزایر به فرانسه مهاجرت کرده‌است. بعد از آن رمان به آینده به سال ۲۰۳۵ و به جایی می‌رود که پسر نادر به نام خلیل، وکیل جوانی است که نماینده مجلس سنای فرانسه شده و هنگامی که نامه‌های قدیمی پدرش را پیدا می‌کند به این فکر می‌افتد که در مورد گذشته پدرش تحقیق کند.
این رمان بر مشکلات پناهندگان عرب در اروپا، به ویژه فرانسه، تمرکز دارد. از همه مهمتر هویت دوگانه آن‌ها، ناشی از مخلوط شدن آنها با جامعه فعلی و وابسته بودن آنها به ریشه‌های خود.
این رمان همچنین به تروریسم، از زمان جنگ داخلی الجزایر گرفته تا حملات ۲۰۱۵ پاریس نیز می‌پردازد. همچنین چهره وحشتناک تجربه مهاجرت غیرقانونی و نژادپرستی اروپاییان در مقابل مهاجران را به تصویر می‌کشد که اصلاً با چیزی که اروپاییان با عنوان «بهشت زمینی» ادعایش را دارند قابل مقایسه نیست.
این کتاب در سال ۲۰۱۶ توسط ناشر «کیان للنشر والتوزیع» به زبان عربی در ۳۸۳ صفحه به چاپ رسیده‌است.
قسمتی از متن کتاب: همه چیز جالب و هیجان انگیز بود تا آن لحظه که تصمیم گرفتم در مسیر ناامید کننده خود تغییری ایجاد کنم و چیز فوق‌العاده‌ای بسازم که مرا از جهنم پوچی رهایی دهد. به دنبال آن در یک شب پاییزی، وقتی که پا به قایقی که در لب ساحل توقف کرده بود گذاشتم، ماه روشنایی‌اش را از من دریغ کرد و زندگی من به دنباله‌ای از بداهه‌هایی از موارد استثنایی تبدیل شد. از آن پس ماجراهای مختلفی را یکی پس از دیگری پشت سر گذاشتم و بارها زندگی خود را به خطر انداختم. با غرق شدن به مرزهای مرگ نزدیک شدم و خودم را از عدالت محروم ساختم، حتی تقریباً به عالم اموات فرورفتم. خودم را بارها و بارها، امیدوار برای بازگشت به زندگی یکنواخت بدون هیجان خود یافتم. می‌ترسیدم که در گوشه‌ای فراموش شده و تنها و بی‌خانمان بمیرم. می‌ترسیدم که نکند زندگی عادی‌ام را به خاطر هیچ و پوچ نابود کرده‌ام!

### أین المفر[۱۷][۱۸][۱۹]
این کتاب به زبان عربی و به شکل رمان منتشر شده‌است. این رمان به مرور آنچه پس از انقلاب تونس روی داده‌است، می‌پردازد. داستانی در مورد ناامیدی به دنبال انقلاب‌های ناتمام عرب‌ها. همان‌طور که در این رمان توسط شخصیت‌هایی چون لیلا که اهل تونس، ساسان که اهل مصر و نظر که اهل سوریه است، گفته می‌شود: «اینها انقلاب نیستند، اینها فقط شایعات را فریاد می‌زنند».
طرح کلی داستان این گونه است که لیلا از کشور سوئیس به خانه پدری‌اش در تونس می‌آید تا در مورد روابط و گذشته خود فکر کند. در این میان سفری را آغاز می‌کند تا به‌طور واقعی کشور وطن خود را بشناسد. چون تنها چیزهایی که او از کشورش می‌داند داستانهای استعاره‌ای دریانوردان در مورد وطن و انقلاب است که پدر ماهیگیرش برای او تعریف کرده‌است.
بخشی از متن کتاب این است: اگر او می‌توانست تصویری ساده از زندگی خود ترسیم کند، البته اگر به این اندازه آگاه بود، می‌دید که همه آن فقط رنج و عذاب بوده‌است. هر رنجی مسیر متفاوتی را به تصویر می‌کشد و معانی خاصی را بیان می‌کند که او از آن بی‌خبر بود… هر رنجی برای پیدا کردن راه خود مجبور به جستجوی رنج بعدی می‌شد… در این میان به دنبال راهی برای خلاصی می‌گشت و همواره می‌پرسید: کدام اتفاق مانند گردبادی ستون‌های زندگی یکنواخت او را لرزاند؟... درست هنگامی که انگیزه‌ای برای ادامه پیدا می‌کرد، همه چیز در نظرش پوچ می‌شد. مانند ماهیگیری که ماهی‌ای را صید می‌کند و سپس آنها را به دریا انداخته و منتظر یک ماهی بزرگتر می‌شود….
این کتاب در سال ۲۰۱۸ توسط ناشر «کیان للنشر والتوزیع» به زبان عربی در ۴۳۱ صفحه به چاپ رسیده‌است.